# Lexi Belle
Lexi Belle (* 5. srpna 1987, Independence, Louisiana, USA) je americká pornoherečka, která v roce 2008 vyhrála cenu Adam Film World Guide Award. Mimo to byla nominována na řadu pornografických cen a v roce 2009 byla finalistkou ceny F.A.M.E. Award.
K pornografické branži se dostala tak, že si ji vyhlídli z pornografického průmyslu a navštívili ji ve videopůjčovně, kde pracovala. O tři měsíce později navštívila svůj první porno set. V první scéně, ve které hrála, prováděla pouze orální sex. Dává přednost rolím dominantních dívek a je ráda dušena.

## Ocenění a nominace
- 2008 AVN Award nominee – Best Group Sex Scene, Video – Slutty & Sluttier # 3[4]
- 2008 Adam Film World Guide Award winner – Teen Dream Of The Year[5]
- 2009 AVN Award nominee – Best All-Girl Couples Sex Scene – Belladonna's Fucking Girls 6 (s Belladonnou)[6]
- 2009 AVN Award nominee – Best Threeway Sex Scene – Bad News Bitches 3[6]
- 2009 AVN Award nominee – Best Solo Sex Scene – Teenage Heartbreakers 2[6]
- 2009 AVN Award nominee – Best POV Sex Scene – Fucked on Sight 4[6]
- 2009 AVN Award nominee – Best New Starlet[6]
- 2009 AVN Award nominee – Best Couples Sex Scene – Teenage Heartbreakers 2[6]
- 2009 AVN Award nominee – Best All-Girl Group Sex Scene – Bad News Bitches 3[6]
- 2009 XRCO Award nominee – Cream Dream[7]
- 2009 F.A.M.E. Award finalist – Favorite New Starlet[8]
- 2009 F.A.M.E. Award finalist – Favorite Underrated Star[8]
- 2010 AVN Award nominee – Best All-Girl Couples Sex Scene – Evil Pink 4[9]
- 2010 AVN Award nominee – Best All-Girl Couples Sex Scene – Field of Schemes 5[9]
- 2010 AVN Award nominee – Best All-Girl Group Sex Scene – Party of Feet[9]
- 2010 AVN Award nominee – Best Couples Sex Scene – House of Ass 10[9]
- 2010 AVN Award nominee – Best New Web Starlet[9]
- 2010 AVN Award nominee – Best Threeway Sex Scene – Jailbait 6[9]
- 2010 AVN Award nominee – Female Performer of the Year[9]